# Universo (Subsonica)
Universo è un singolo del gruppo musicale italiano Subsonica, pubblicato il 22 marzo 2024 come quarto estratto dal decimo album in studio Realtà aumentata.

## Descrizione
In merito al brano il gruppo ha dichiarato sui social:

## Video musicale
Il video, diretto da Gabriele Ottino e Riccardo Franco Loiri, è stato pubblicato in concomitanza del lancio del singolo sul canale YouTube del gruppo.

## Tracce
Testi di Samuel Umberto Romano, Massimiliano Casacci, Enrico Matta e Davide Dileo, musiche di Samuel Umberto Romano, Massimiliano Casacci, Enrico Matta, Davide Dileo e Lucio Vicini.
1. Universo – 4:40
2. Universo (con Pietro Iannuzzi) (Indian Wells Remix) – 4:53
3. Universo (con Iveatronic, Fabio Fabio e Enea Pascal) (Iveatronic Remix) – 6:07
4. Universo (Bufufer Remix) – 5:15